# Jules Rengade
Jules-Aristide-Roger Rengade, né le 13 mai 1841 à Aurillac, où il est mort le 25 août 1915, plus connu sous son pseudonyme Aristide Roger, est un médecin, journaliste scientifique et romancier français.

## Biographie
Bien que médecin de formation, il n'exerça pas et passa sa vie à écrire des articles et des chroniques dans Le Petit Journal, La Revue pour tous, Le Journal illustré, L'Illustration, et, à partir de 1887, dans La Science illustrée, où il écrit des articles de vulgarisation médicale et quelques nouvelles.
Il fonda en 1867 la première revue de vulgarisation, La Santé, puis la Revue illustrée, qui subit la censure d'Adolphe Thiers.
En 1867, deux ans avant la publication de Vingt mille lieues sous les mers, il publia la première édition de Voyages sous les flots.

## Œuvres

### Scientifiques
- Recherches statistiques sur les accidents produits par l'accès épiléptique, Jules Ringade, Aristide Roger, Paris, Masson & fils, (sans doute sa thèse)
- Votre histoire et la mienne, Grand-Montrouge, France, Librairie d’éducation, 1874,  in-8°, 215 p.
- La vie normale et la santé. Traité complet de la structure du corps humain, des fonctions et du rôle des organes à tous les âges de la vie, avec l'étude raisonnée des instincts et des passions de l'homme, et l'exposition des moyens naturels de prolonger l'existence en assurant la conservation de la santé, Paris, Librairie Illustrée - Librairie Dreyfous, 1881
- Les Grands maux et les grands remèdes, traité complet des maladies qui frappent le genre humain. Manuel du malade, Librairie Illustrée, 1885, in 8°, 808 p.
- Le Médecin de soi-même, Paris, 1909, Tallandier, 3 in-8°, 1452 p.
- La  Création naturelle et les êtres vivants, histoire générale du monde terrestre, des végétaux, des animaux et de l'homme, 1885
- Les besoins de la vie et les éléments du Bien-Etre. Traité pratique de la vie matérielle et morale de l'Homme dans la famille et la société avec l'étude raisonnée des moyens les plus naturels de s'assurer une heureuse existence, Librairie illustrée, 1887.

### Romans
- Les Monstres invisibles, roman d'anticipation pour enfant, Paris, 1868, Édition P Brunet, Bibliothèque de la science pittoresque, 220 p.
- Aventures extraordinaires de Trinitus, ou le Voyage sous les flots, rédigés d'après le journal de bord de l'Éclair, roman, 1868, Édition Hetzel
- Voyage sous les flots , édition remaniée du titre précédent par l'auteur sous son nom propre, Dr J. Rengade, afin de tenir compte des " récentes conquêtes des savants contemporains " , roman, 1890, Édition Larousse, Bibliothèque du Journal des Voyages
- Promenades d'un naturaliste aux environs de Paris, par Jules Rengade, Aristide Roger, précédées d'une Lettre à l'auteur, par M. Albert Millaud, et suivies d'un Guide du naturaliste, de notes et de Tableaux sur la flore et la faune parisiennes, de Jules Rengade, Aristide Roger, et Albert Millaud, 1876
- Docteur Fabrice, roman, 1888, Librairie illustrée
- Le Médecin de Molière, pièce de théâtre,